# Productor de televisión
El productor de televisión (en femenino, productora) es responsable de organizar los recursos humanos y técnicos necesarios para elaborar diferentes productos audiovisuales. En gran medida es responsable del resultado artístico y técnico que dichos productos tienen, por ello debe poseer una serie de conocimientos que permitan conseguir los objetivos marcados.
La producción de televisión es necesaria porque informa, entretiene y eleva la cultura de los seres humanos. Siempre existirá producción audiovisual, sin embargo, la estrategia elegida por una cadena puede basarse en tres alternativas: 
- producción ajena
- producción propia
- una mezcla de ambas.

El abaratamiento de los costes de la producción propia tiene un efecto de protección sobre la propia cultura, al hacer competitivos los productos nacionales frente a los productos extranjeros.
Las empresas de televisión desarrollan simultáneamente tres diseños de programación en el tiempo: corto, medio y largo plazo. A partir de las estrategias de producción y de los plazos en que esta se ejecuta obtenemos el siguiente esquema de los efectos que se producen a partir de la adopción de diferentes políticas de producción:
| Periodo     | Producción Propia                                                        | Producción Ajena                                                          |
| ----------- | ------------------------------------------------------------------------ | ------------------------------------------------------------------------- |
| Corto Plazo | Costes elevados. Protección de la cultura. Beneficios Sociales           | Costes reducidos. Destrucción de la cultura. Beneficios económicos.       |
| Medio Plazo | Reducción de costes. Protección de la cultura y prestigio de la empresa. | Aumento de costes. Destrucción de la cultura y de la empresa              |
| Largo Plazo | Costes reducidos. Cultura fortalecida y beneficios para la empresa.      | Costes elevados. Desaparición de la cultura y de las empresas nacionales. |

Los beneficios en el medio plazo de una política de producción ajena son básicamente dos:
- Efecto imitativo: las empresas compiten por los mismos productos.
- La competencia en la demanda aumenta los precios de la oferta.

A largo plazo, la producción ajena puede tener efectos destructivos por dos factores:
- La capacidad que tiene la televisión para modificar el comportamiento humano es inmensa. Una programación basada en la producción ajena actuará sobre la cultura de la audiencia destruyéndola en aquellos casos en los que no se respete la diversidad. Buena parte de la transformación cultural de nuestra sociedad ha venido propiciada por una oferta excesiva de productos audiovisuales estadounidenses.[cita requerida]
- La exclusiva dependencia de los proveedores convierte a estos al final en los gestores y dueños de las propias cadenas de televisión. La fuerte competencia que origina el mercado permite la integración horizontal.

Después de apreciar las diferencias existentes en las políticas de producción ajena y propia debemos convenir que todas las organizaciones se enfrentan a una serie de cuestiones inherentes a la eficaz gestión de los recursos que permitan que la producción propia sea competitiva. La unificación de los procesos de gestión permiten entre otras, las siguientes mejoras:
- Reducir diferencias injustificadas de métodos de trabajo.
- Homologar conductas marcando las analogías.
- Establecer criterios para una evaluación eficaz del trabajo.
- El actor de televisión también tiene una carrera de licenciado en psicología y ciencias de la conducta

## Estrategias de programación en España
Las estrategias de programación puras no existen en España, esto es, no existen cadenas de televisión dedicadas en exclusiva a una de las dos fórmulas, producción propia o ajena, más bien se da una política mixta, parte de la programación es propia (noticias, magazines, reportajes, etcétera) y el resto es ajena (telefilmes, películas, series, etcétera).
La razón hay que buscarla en la imposibilidad de poder prescindir de la producción ajena, pues sin duda, ésta permite mayor representación de una cultura plural propia del mundo en el que vivimos. El problema reside en confundir producción ajena con producción estadounidense. La dependencia audiovisual Europea respecto de EE. UU. es una muestra del cambio cultural habido. Se ha llevado a cabo una conquista pacífica de las conciencias a través de la televisión para luego imponer su producción industrial.

## Descripción
El puesto de trabajo de productor de televisión consiste básicamente en la realización de tareas de coordinación y planificación, presupuestación, grabación y postproducción, para la elaboración de un programa o serie de ellos, gestiona y facilita los recursos humanos y técnicos necesarios para la consecución de los objetivos marcados.
La secuencia que sigue en su trabajo es la que a continuación se desarrolla de manera esquemática. 
1. Desde que se incorpora a un programa concreto, convoca y asiste a todas las reuniones que son necesarias para la planificación. En estas reuniones se termina de diseñar en todos y cada uno de los aspectos el programa o serie de programas que es necesario producir.
2. A continuación, se elabora un calendario de producción que determina las fechas y periodos que abarcan los tres bloques de trabajo que todo producto audiovisual conlleva: preproducción, producción y postproducción.
3. En el caso de programas cuya emisión resulta ser regular configura la organización del trabajo que permite mecanizar las tareas y así dar continuidad a la emisión sin grandes esfuerzos.
4. Es frecuente que el productor, a veces solo, a veces asistido por sus ayudantes, se encargue de los desgloses, localizaciones, planes de trabajo y presupuestos que son consustanciales a toda producción, incluso una labor comercial, dependiendo de la complejidad del proyecto se verá en la necesidad de coordinar unos equipos más o menos numerosos.

Un productor de televisión normalmente trabaja con un presupuesto que le asigna la cadena o la productora en la cual presta sus servicios, para realizar determinado programa, a diferencia de sus homólogos en cine y otras disciplinas que tienen como tarear reunir el dinero necesario para realizar el proyecto, pero esto no quiere decir que tenga otras responsabilidades para conseguir si no dinero, si productos y servicios a coste cero o reducido, para garantizar la calidad del programa o la ejecución de alguna de sus partes. A estas gestiones se les llama buscar acuerdos de intercambio, colaboraciones, patrocinios en especie.